# Gamla Fisktorget
Gamla Fisktorget vid Söderbro i Ronneby har medeltida anor men anlades i sin nuvarande form i samband med antagandet av 1864 års stadsplan. Ronneby har sedan medeltiden varit en betydelsefull handelsstad för fisket och under många hundra år rodde fiskarna med sin fångst i ekor upp längs Ronnebyån till stadens fisktorg för att sälja sin fångst. Torget förändrades i samband med omläggningen av Blekinge kustbana på 1950-talet då spåren flyttades från den östra till den västra åstranden. Torget fanns kvar fram till 1967 när den gamla trähusbebyggelsen revs och nya bostäder byggdes i kvarteret Påfågeln. I oktober 2019 beslutade Miljö- och byggnadsnämnden i Ronneby kommun att platsen skulle återfå sitt namn. Platsen var tidigare känd som Fisktorget och namngavs till Gamla Fisktorget.